# Pseudothyridium jossi
Pseudothyridium jossi är en skalbaggsart som beskrevs av Soula 2002. Pseudothyridium jossi ingår i släktet Pseudothyridium och familjen Rutelidae. Inga underarter finns listade i Catalogue of Life.